# ميراج (شركة لعبة فيديو)
ميراج (بالإنجليزية: Mirage)‏ هي شركة بريطانية سابقة لإنتاج وتطوير ألعاب الفيديو، تأسست الشركة عام 1992، وأُعلن عن إغلاقها سنة 1999، كان مقر الشركة في مدينة كارديف البريطانية.